# Đelilovac
Đelilovac ist ein Dorf in der Gemeinde Travnik in Bosnien und Herzegowina. Es befindet sich nordwestlich von Turbe am Südhang des Gebirges Vlašić und ist fast ausschließlich von Kroaten bewohnt.

## Bevölkerung
| Zusammensetzung der Bevölkerung in Đelilovac | Zusammensetzung der Bevölkerung in Đelilovac | Zusammensetzung der Bevölkerung in Đelilovac | Zusammensetzung der Bevölkerung in Đelilovac | Zusammensetzung der Bevölkerung in Đelilovac |
|                                              | 2013                                         | 1991                                         | 1981                                         | 1971                                         |
| Einwohner                                    | 910 (100,0 %)                                | 1 229 (100,0 %)                              | 1 193 (100,0 %)                              | 806 (100,0 %)                                |
| -------------------------------------------- | -------------------------------------------- | -------------------------------------------- | -------------------------------------------- | -------------------------------------------- |
| Kroaten                                      | –                                            | 1 219 (99,19 %)                              | 1 187 (99,50 %)                              | 806 (100,0 %)                                |
| Serben                                       | –                                            | 4 (0,325 %)                                  | 1 (0,084 %)                                  | –                                            |
| Jugoslawen                                   | –                                            | 3 (0,244 %)                                  | 2 (0,168 %)                                  | –                                            |
| Andere                                       | –                                            | 2 (0,163 %)                                  | 2 (0,168 %)                                  | –                                            |
| Bosniaken                                    | –                                            | 1 (0,081 %)                                  | 1 (0,084 %)                                  | –                                            |